# Лисицын, Александр Евгеньевич
Александр Евгеньевич Лисицын - российский батутист, многократный чемпион мира.

## Карьера
Начал заниматься прыжками на батуте в шестилетнем возрасте в Новороссийске. Личный тренер - Лидия Захарова.
На международном уровне дебютировал на чемпионате Европы 2016 года.
Многократный чемпион мира и Европы по прыжкам на батуте в командном зачёте. В 2021 году выиграл и личное первенство.
- Александр Лисицын
- Александр Лисицын